# Mario Martínez (político)
Mario Daniel Martínez Rodríguez, dirigente estudiantil ejecutado en 1986 por la Dictadura Militar. Estudiante de Ingeniería Industrial en la USACH, fue Secretario General de la FEUSACH y Secretario de Finanzas de la Confech.

## Dirigente Estudiantil
Era militante del Partido Demócrata Cristiano desde 1983, colaboró en la formación de la primera Federación de Estudiantes de la Universidad de Santiago de Chile en 1986, heredera de la Federación de Estudiantes de la Universidad Técnica del Estado (FEUT). La Federación impulsó y apoyo diversas movilizaciones y por la participación de Mario en ellas se le realizó un sumario, para inhabilitarlo de la carrera por algunos semestres (al igual que a otros de sus compañeros dirigentes). Una revista opositora de la época tildaba a la USACH como una “cárcel”, donde los alumnos eran rigurosamente vigilados. 
Uno de sus amigos, dirigente de la PUC lo describía como un joven de ideas claras, que entendía que el fin de todas sus acciones era realmente terminar con la dictadura. Para esto realizaban distintas actividades que siempre fueron de índole pacífica; “leía a Gandhi, Helder Cámara y Luther King” decía su amigo.

## Muerte
Por su parte, Mario - de acuerdo a sus correligionarios- se encontraba elaborando un informe sobre como actuaban las redes de espionaje en la USACH, sin embargo, este no fue concluido, ya que, el sábado 2 de agosto de 1986 desapareció. Su padre contó que salió a mediodía de su casa en La Florida, para llevar unos libros a casa de un compañero y no regresó. El miércoles 6 de agosto, 4 días después de su desaparición, fue encontrado su cuerpo sin ropa por un agricultor en la playa grande del balneario de Santo Domingo, donde residía su abuela.
Nunca existió voluntad de las autoridades políticas, para investigar el caso y conocer cómo fue muerto Mario Martínez y tampoco se le dio gran relevancia en la prensa a excepción de algunos medios opositores. Algunos testigos de la época (compañeros universitarios), señalan que a pesar de que Mario había sido eliminado de la carrera de Ingeniería Industrial de la USACH, continuó asistiendo al recinto universitario y participando en actividades gremiales contra la dictadura.
Un informe elaborado por los Estados Unidos, señala que durante 1986 se intensificó la represión a la ciudadanía, “aumentó el número de personas desaparecidas, torturadas, detenidas, secuestradas, arrestadas, así como los métodos de violencia política contra los civiles". Estas muertes eran de carácter selectivo a dirigentes estudiantiles, sindicales, vecinales y políticos.

## Funerales
El 9 de agosto se realizaron sus funerales, la prensa informó que fueron miles de jóvenes, después de la misa, sus restos se  trasladaron al Cementerio General de Santiago, allí se realizó un acto donde se pronunciaron varios discursos, habló un dirigente de la FEUSACH en nombre del presidente que se encontraba en la cárcel en esos momentos;  también lo hizo Humberto Burotto Presidente de la FECH a nombre de la CONFECH, Andrés Palma Presidente de la Juventud Demócrata Cristiana y Gabriel Valdés Presidente del PDC. Finalizado el funeral, Fuerzas Especiales de Carabineros intervinieron para despejar el cortejo. También hubo movilizaciones en otras ciudades del país.

## En su memoria
En la ciudad de San Antonio hay una calle con su nombre. Además en su universidad se realiza anualmente (el 11 de septiembre) una romería por los asesinados y detenidos desaparecidos de la comunidad universitaria durante la dictadura, allí visitan el monolito edificado en su nombre. La sala destinada a la FEUSACH también lleva el nombre de este dirigente.

## Informe Rettig
El siguiente es el Informe realizado por la Comisión Nacional de Verdad y Reconciliación:
Mario Martínez Rodríguez, Demócrata Cristiano, Secretario General de la FEUSACH y Secretario de Finanzas de la CONFECH y ex- alumno de la USACH. El Sábado 2 de agosto de 1986 alrededor de las 12:00 horas, Mario Martínez sale de su casa ubicada en la comuna de La Florida, avisando a sus padres que iría a la casa de un amigo a devolverle su mochila y unos libros, destino al que nunca llegó.
Días después, el 4 de agosto un campesino encuentra el cadáver del joven Martínez en la playa de Las Rocas de Santo Domingo vestido y con una mochila en la espalda. El informe de autopsia consigna que la causa de la muerte fue asfixia por sumersión, no constatándose lesiones atribuibles a terceros.
Según versiones recibidas en esta Comisión, Martínez se sentía seguido y amenazado debido a su trabajo como dirigente estudiantil. Además. Estas circunstancias, unidas al hecho de que su cuerpo fue encontrado en el Balneario de Santo Domingo, lugar que nunca mencionó visitar, donde vivía su abuela, hacen dudar sobre las causas de su muerte, careciendo esta Comisión de antecedentes suficientes para formarse convicción de cómo sucedieron los hechos. En resumen su muerte No cumplió con los estándares mínimos para ser considerados dentro de los casos que estudió la comisión .